# ハリー・トフォロ
ハリー・ステファノ・トフォロ（Harry Stefano Toffolo, 1995年8月19日 - ）は、イングランド・ウェリン・ガーデン・シティ出身のサッカー選手。ノッティンガム・フォレストFC所属。ポジションはDF。

## 経歴
2008年に14歳以下のプレーヤーとしてノリッジ・シティFCに加入した。3年間所属したのち、同クラブのアカデミーに入団した。
2014-15シーズンにスウィンドン・タウンFCに期限付き移籍したのち、2015-16シーズンにノリッジに復帰した。2015年8月25日、20歳と6日でロザラム・ユナイテッドFC戦においてノリッジデビューを果たした。同試合で監督のアレックス・ニールより絶賛された。しかし、2015年10月19日にはフットボールリーグ・チャンピオンシップのロザラム・ユナイテッドFCに期限付き移籍し、左サイドバックのポジションを確保する。しかし、感染症に罹患したことにより2016年1月にはノリッジに戻った。
2016年1月21日にピーターバラ・ユナイテッドFCに期限付き移籍した。
その後、スカンソープ・ユナイテッドFCとドンカスター・ローヴァーズFCへの期限付き移籍を経て、2018年1月9日にミルウォールFCと契約する。しかし、出場することなく退団した。
2018年6月12日、リンカーン・シティFCに2年契約で移籍した。
2020年1月17日、ハダースフィールド・タウンFCに2年半契約で移籍した。
2022年7月20日、ノッティンガム・フォレストFCに移籍した。

## 人物
2016年8月に結婚し、一男を儲けている。